# ケルート山
ケルート山（ケルートさん、インドネシア語: Gunung Kelud, Klut, Cloot, Kloet, Kloete, Keloed or Kelut）は、インドネシアのジャワ島の東ジャワ州にある火山である。環太平洋火山帯にある多くの火山のように、 その歴史を通して大規模な爆発的噴火をしたことで知られており、西暦1000年以降に30回以上の噴火が起きている。

## 過去の大噴火
過去600年で15,000人以上の死者が発生している。1586年に10,000人、1872年に200人、1919年に5,000人、1990年に30人が噴火で亡くなった。

## 1919年の泥流

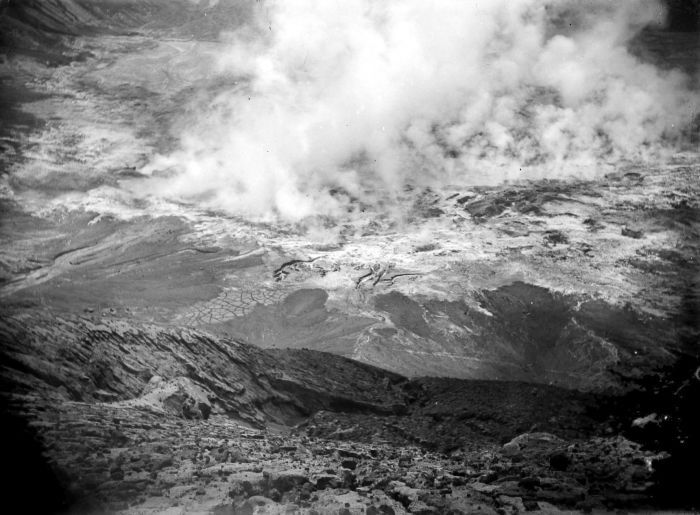
1919年の噴火口

1919年5月19日に起きた噴火は、主にラハールと呼ばれる熱泥流によって推定5,000人の死者を出した（「ラハール」の語源である）。より最近の1951年、1966年、そして1990年の噴火では250人の死者が出た。1966年の噴火の後、ラハールの危険性を減らすために火口湖の水を完全に空にしない程度に減らすために、火口の南西側の上部と下部にアンペラトンネルを造った。

## 1990年の噴火
1990年2月早々に強烈で爆発的な噴火をした。7 kmの高さまで円柱状にテフラを噴出し、その内いくつかの重いテフラが落下、火砕流を引き起こした。これにより30人以上が死亡した。労働者は、トンネルの入口を埋もれさせた25 mほどあるまだ熱い（90 - 400 °C）火砕流の堆積物があるにもかかわらずアンペラトンネルを掘り続けた。

## 2007年の噴火
2007年10月16日、科学者が差し迫った噴火を予知し最高警戒レベルに引き上げた後、インドネシア当局はケルート山周辺の住民30,000人に避難を命じた。
2007年11月3日土曜日の現地時間午後3時頃に噴火。火山学と地質学による災害軽減のためのインドネシア政府のセンターによって噴火は確認された。火山の頂上で噴火が始まったとき雲に覆われていたため視覚的な確認は可能ではなかったが、インドネシア政府の火山学者は、火山性微動の測定値から噴火が進行中であること示していると述べた。350,000人以上の住民が10 km以内に住んでおり、インドネシア第2の都市で国の最も混雑する空港のあるスラバヤは、北西へ90 kmの位置にある。地元住民は10月中旬に家を離れるように命じられたが、多くが避難しなかったりその間に帰宅したりした。多くの村人が、噴火を伝えられた後パニックになって逃げたと報じられた。しかし、土曜日の夕方早くインドネシア当局はその日の噴火は大変大きくは無かったと発表した。噴火口の近くにある地震計はまだ動作していた。科学者はベストな状態で小規模な噴火が示されたと述べた。
しかし、11月4日日曜日の早朝、ケルート山は空中に500 mの高さまで火山灰を吐き出し、完全な噴火が起こったことを示した。 「噴火は終わっていない。」とインドネシア火山地質災害防災局長のSaut Simatupangは述べた。火口を監視する地震学者は、ケルート山の火口湖の表面温度が11月3日に43.9 °Cだったが11月4日には60.7 °Cに上昇したと語った。15 mの水深で11月3日に45.9 °Cだった温度は11月4日には66.1 °Cに上昇した。極度の熱は蒸気と煙の雲を488 mの高さまで発生させた。
11月5日、蒸気と煙の新しい噴煙の柱を火口から噴出した。沸騰したお湯は火口湖から山の側面を滝のように流れ落ち、火口の近くにある地震計は作動を停止した。インドネシア当局は避難命令を無視して危険地帯におよそ25,000人が残ったと発表した。
次の日、山の頂上にある火口湖の中央に溶岩ドームが上昇し出現した。監視カメラは100 mの長さの楕円形の島が湖面上から約20 m押し上げられているのを映した。火山は大気中へ高度1 kmに達する噴煙を放出し続けた。
しかし煙や灰を噴出した48時間後溶岩は無かったため、インドネシア当局は11月8日に噴火は当面は無いと宣言した。当局は火山が前世紀に何度も噴火したように爆発しそうであったことと、「緩やかな噴火」を起こしていたと発表した。
11月12日にケルート山は火口湖の中に溶岩を噴出し始めた。250 mの長さと120 mの高さに拡大していた溶岩ドームは開いて割れて、溶岩が周囲の水の中に滲み出始めた。煙は空中に2 km以上の高さに立ち上った。そして火山灰は火山の周囲のいくつかの村に降り注いだ。11月14日、煙は空中に2.5 kmの高さにまで上がり大きくうねっていた。軽灰は15 km離れた村々を覆った。溶岩ドームは火口湖を埋めた。

## 2014年の噴火
現地時間2014年2月13日午後10時50分（日本時間2014年2月14日午前0時50分）、7年ぶりに噴火。40分後にも大規模な噴火があり、インドネシア政府は、半径10km以内の住民およそ20万人に避難命令を出した。この噴火で降り積もった火山灰の重みで民家の屋根が崩落し、屋根の下敷きになった2人が死亡した。また、ジャワ島中部や東部にある空港が閉鎖されるといった影響も出た。
この噴火で火口を埋めていた溶岩ドームは消滅し、雨水が溜まって再び火口湖が形成された。

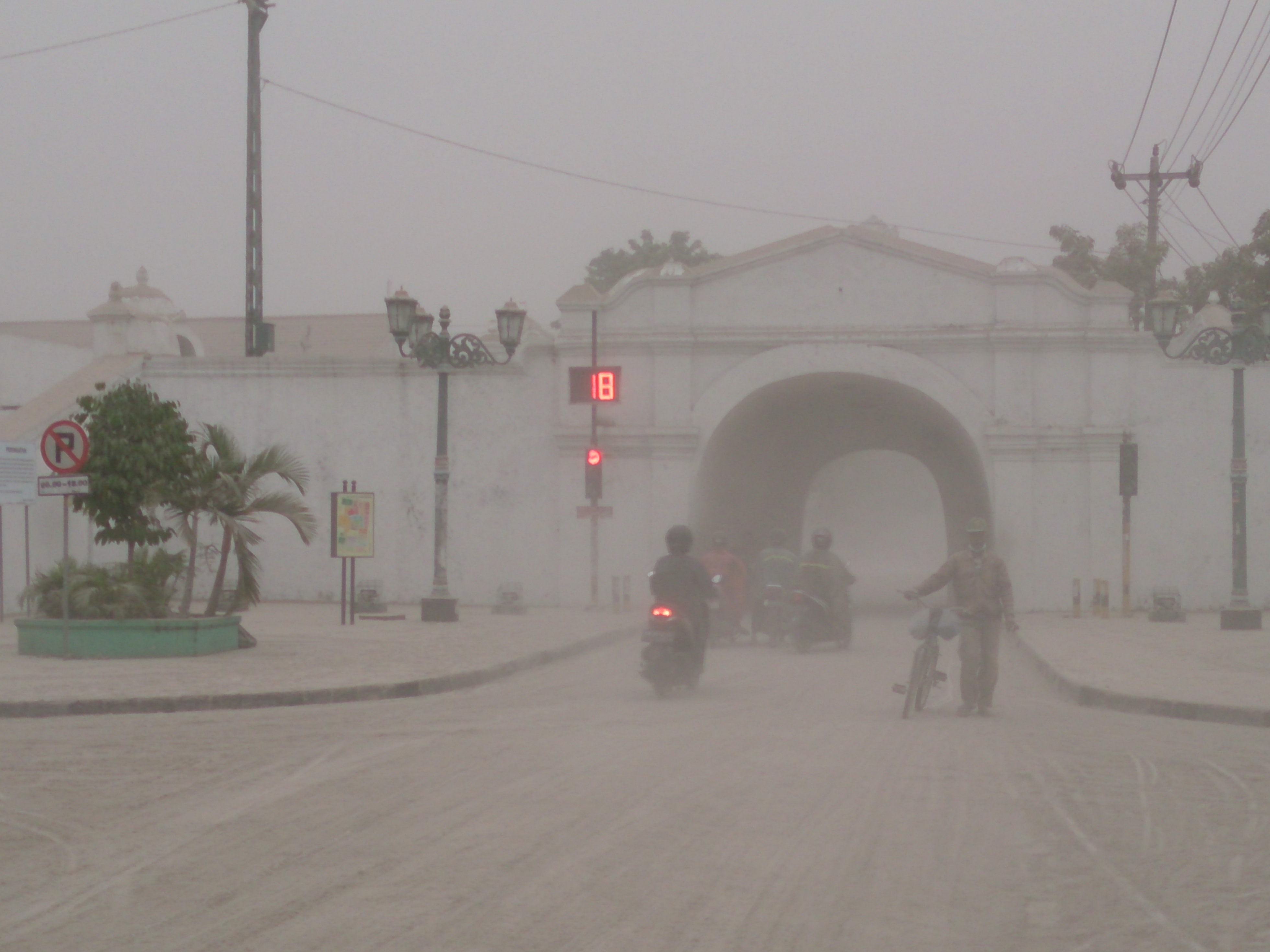
ジョグジャカルタ市での降灰
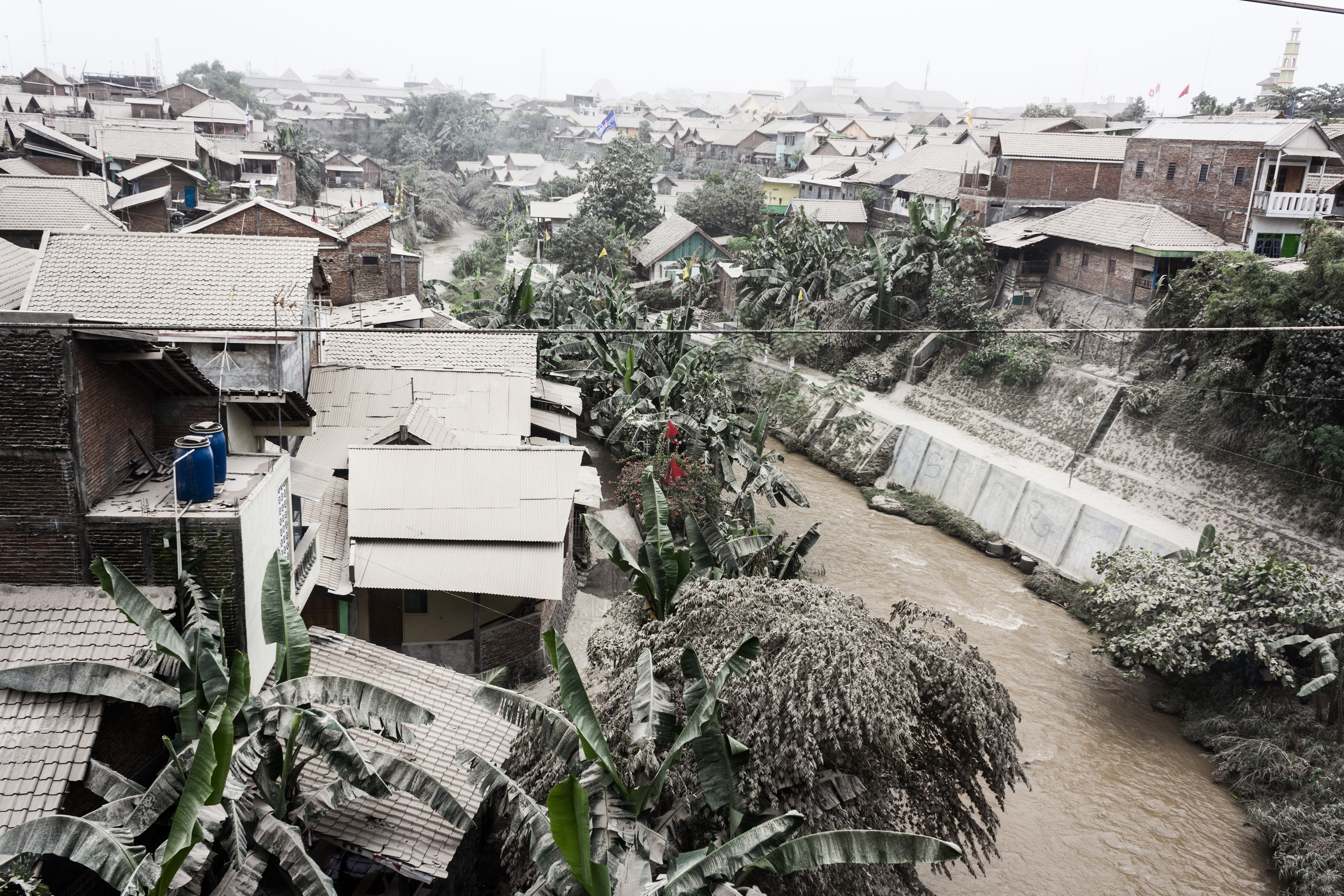
ケルート山噴火中のチョデ川（インドネシア語版）と近隣の住居
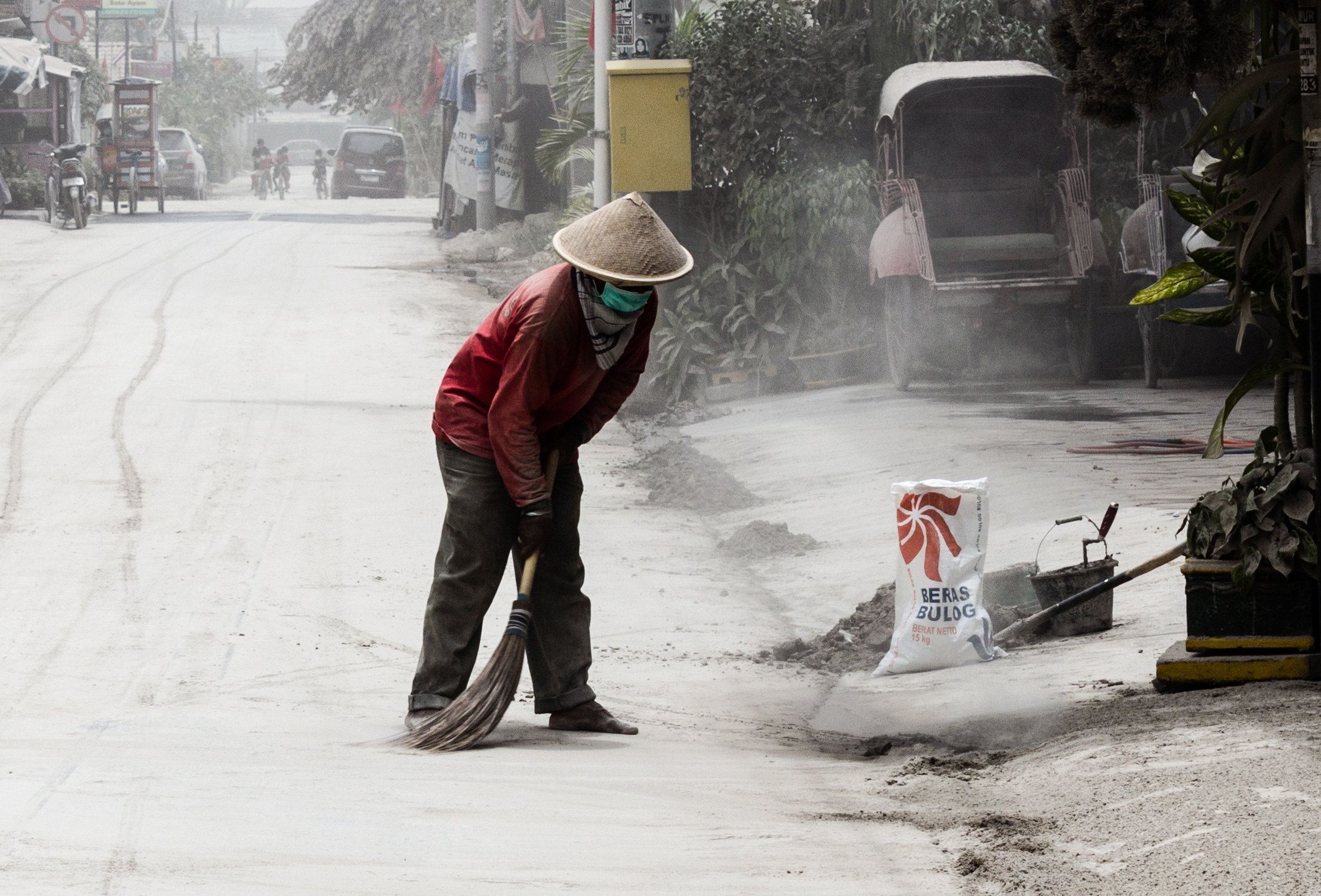
路上の火山灰を箒で掃く男性